# オイルポンプ

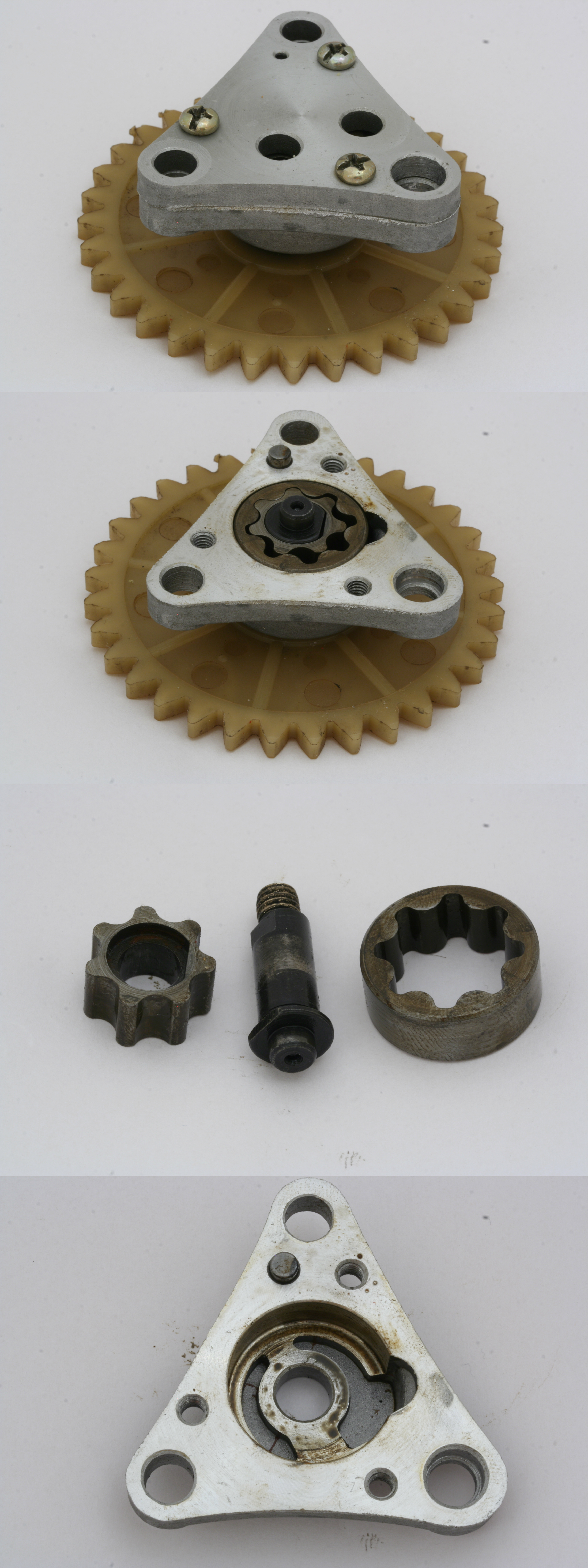
スクーターのエンジンオイルポンプ

オイルポンプとは、油を扱うポンプのことである。

## 油圧機構におけるポンプ
油圧を使う機械類では、動力源としての高い油圧を発生させるために、オイルポンプが使われる。オイルポンプの圧とは、機械的にオイルを「押し出す」圧のことであり、これに時間軸を加え、「単位時間当たりの押し出す回数」により圧の高さを設定できる。

## 内燃機関におけるポンプ
内燃機関においてエンジン内部の各所にエンジンオイルを圧送するためのポンプであり、通常はカムシャフトかクランクシャフトから動力を受け取って駆動する。内部構造により内接ギアタイプと外接ギアタイプの二種類に大別される。一般的に、内接ギアタイプはトロコイド歯型またはインボリュート歯型を、外接ギアタイプはインボリュートギア歯型を使用する。
駆動方式としてはクランクシャフト同軸タイプと、チェーンやギア、ベルトなどで駆動される別置きタイプに分かれる。近年、軽量化、コンパクト化を目的に、クランクシャフト同軸タイプではチェーンカバーと一体に、別置きタイプでは直列4気筒エンジンにおいてバランスシャフトと一体にする例もある。
オイルポンプの吐出量と圧力は共に回転数に比例して上昇するが、潤滑系として必要な油圧はエンジン回転数に比例しない。そこで、潤滑系の油圧が過剰にならないように油圧を開放するリリーフバルブが設置される。リリーフ方式はポンプ内で吸入側に循環させる内リリーフ式と、ポンプ外へオイルを排出する外リリーフ式がある。
近年では可変容量式オイルポンプも採用され高回転時に吐出量を減らす事で駆動ロスを減少させている。
オイルポンプの下流にはオイルフィルターが設置してある。油温が低かったり、フィルターが目詰まりを起こしていたりして、油圧が高くなるとオイルフィルターが破損してしまう。そこで、オイルフィルター部にバイパスバルブを設置し、一定圧力以上の油圧がかかった場合にはオイルがフィルタを通らないようバイパスさせている。
オイルポンプにはストレーナーが一体になっているものもある。ストレーナーはオイルポンプ上流側に設置され、ワイヤーメッシュ製のスクリーンが設けられている。オイルパンから吸い上げられたオイルからここで大きめの異物を捕え、オイルポンプを通りオイルフィルターで濾過されてエンジン各部へと送られる。従来、ストレーナーはメッシュが露出し吸い込み口はその内側にあったが、近年は吸い込み口を付けたカバーをストレーナーに設置することで、オイルパン底面に吸い込み口を近づけエア吸い込みを防止している。また、近年は軽量化を目的にストレーナーを従来の板金製から樹脂製に置き換える動きも盛んである。
なお、黎明期のエンジンの中にはこのような自動的に駆動するオイルポンプを備えておらず、ドライバーが手動でオイルタンクからエンジン内部にオイルを送る必要があった車種も存在した。代表的な例がサイドバルブエンジンのハーレーダビッドソンと、日本でライセンス生産された陸王である。ハーレーは第二次世界大戦の軍用仕様（ハーレーダビッドソン・WL）、陸王はモデル末期のRT-2から自動式のオイルポンプに変更されたが、こうした機構が備わる前はエンジンを壊さないために適切なタイミングでオイルを圧送する必要があり、ライダーの熟練度が問われる車両であった。
2ストローク機関では、2ストロークオイルと燃料を混合せずに別々のタンクに給油する、分離給油方式のエンジンでオイルポンプが用いられる。この方式のオイルポンプはクランクシャフトから回転を受け取って駆動する点は4ストロークのそれと変わらないが、スロットルの開度と連動してオイル吐出量が変化するリンク機構を有している点が特徴である。この方式の場合、クランクケース内部のクランクベアリングなどに集中した給油が行える他、スロットルの開度とは独立した制御でオイル供給量の調整が行える為、混合給油方式で特に発生しやすいエンジンブレーキの際の焼きつきを抑制出来る利点がある。